# Unterseeboot 140 (1940)
Pour les articles homonymes, voir Unterseeboot 140.
L' Unterseeboot 140 ou U-140 est un sous-marin allemand (U-Boot) de type II.D utilisé par la Kriegsmarine pendant la Seconde Guerre mondiale.
Comme les sous-marins de type II étaient trop petits pour des missions de combat dans l'océan Atlantique, il a été affecté principalement dans la Mer du Nord et la surveillance côtière.

## Historique
Mis en service le 7 août 1940, l'U-140 a servi comme sous-marin d'entrainement et de navire-école pour les équipages d'abord au sein de la 1. Unterseebootsflottille à Kiel.
Le 1er décembre 1940, l'U-140 devient opérationnel toujours dans la 1. Unterseebootsflottille à Kiel.
Il appareille le 20 novembre 1940 du port de Kiel pour sa première patrouille sous les ordres de l'Oberleutnant zur See Hans-Peter Hinsch et rejoint Bergen le 17 décembre 1940. Il y coule 3 navires marchands pour un total de 12 410 tonneaux.
 Il reprend la mer le 19 décembre 1940 pour rejoindre Kiel le 20 décembre 1940
Il quitte le service actif du 1er janvier au 21 juin 1941 au sein de la 22. Unterseebootsflottille à Gotenhafen, puis redevient opérationnel.
Sa deuxième patrouille débute le 19 juin 1941, sous les ordres de l'Oberleutnant zur See Hans-Jürgen Hellriegel, pour une période de 12 jours le ramenant à Gotenhafen le 30 juin 1941.
Sa troisième et dernière patrouille de guerre est du 7 au 24 juillet 1941, soit 18 jours en mer avec un score de 1 sous-marin coulé de 206 tonnes.
Il quitte définitivement le service actif le 1er septembre 1941 et ne sert plus qu'à la formation des sous-mariniers jusqu'à la fin de la guerre au sein de la 22. Unterseebootsflottille à Gotenhafen puis à partir du 2 mai 1945 dans la 31. Unterseebootsflottille à Wilhelmshaven.
Le 2 mai 1945, la fin de la guerre se faisant sentir et pour répondre aux ordres de l'amiral Karl Dönitz pour l'Opération Regenbogen, l'U-140 est sabordé dans la Raederschleuse (écluse Raeder, entrée ouest du port) à Wilhelmshaven, à la position géographique de 53° 31′ N, 8° 10′ E.
Après guerre, l'U-140 est renfloué et démoli.

## Affectations
- 1. Unterseebootsflottille à Kiel du 7 août au 30 octobre 1940 (entrainement)
- 1. Unterseebootsflottille à Kiel du 1er au 31 décembre 1940 (service actif)
- 22. Unterseebootsflottille à Gotenhafen du 1er janvier au 21 juin 1941 (navire-école)
- 22. Unterseebootsflottille à Gotenhafen du 22 juin au 31 août 1941 (service actif)
- 22. Unterseebootsflottille à Gotenhafen du 1er septembre 1941 au 31 mars 1945 (navire-école)
- 31. Unterseebootsflottille à Wilhelmshaven du 1er avril au 2 mai 1945 (entrainement)

## Commandements
- Oberleutnant zur See Hans-Peter Hinsch du 7 août 1940 au 6 avril 1941
- Oberleutnant zur See Hans-Jürgen Hellriegel du 7 avril au 9 décembre 1941
- Kapitänleutnant Klaus Popp  du 10 décembre 1941 au 1er septembre 1942
- Oberleutnant zur See Albrecht Markert du 2 septembre 1942 au 31 juillet 1944
- Oberleutnant zur See Herbert Zeissler  du 1er août au 16 novembre 1944
- Oberleutnant zur See Wolfgang Scherfling du 20 novembre 1944 au 2 mai 1945

## Patrouilles
|       | Commandant                   | Départ           | Départ     | Arrivée          | Arrivée    | Jours    | Succès   |
| ----- | ---------------------------- | ---------------- | ---------- | ---------------- | ---------- | -------- | -------- |
| 1     | Oblt. Hans-Peter Hinsch      | 20 novembre 1940 | Kiel       | 17 décembre 1940 | Bergen     | 28 jours | 12 410   |
|       | Oblt. Hans-Peter Hinsch      | 19 décembre 1940 | Bergen     | 20 décembre 1940 | Kiel       | 2 jours  |          |
| 2     | Oblt. Hans-Jürgen Hellriegel | 19 juin 1941     | Gotenhafen | 30 juin 1941     | Gotenhafen | 12 jours |          |
| 3     | Oblt. Hans-Jürgen Hellriegel | 7 juillet 1941   | Gotenhafen | 24 juillet 1941  | Gotenhafen | 18 jours | 206      |
| Total | Total                        | Total            | Total      | Total            | Total      | 60 jours | 12 616 t |

Note : Oblt. = Oberleutnant zur See

## Navires coulés
L'Unterseeboot 140 a coulé 3 navires marchands ennemis pour un total de 12 410 tonneaux et endommagé 1 navire militaire de 206 tonnes au cours des 3 patrouilles (58 jours en mer) qu'il effectua.
| Date            | Nom              | Nationalité     | Tonnage (GRT) | Fait  |
| --------------- | ---------------- | --------------- | ------------- | ----- |
| 2 décembre 1940 | SS Victoria City | Grande-Bretagne | 4 739         | Coulé |
| 8 décembre 1940 | Bq "Penang"      | Finlande        | 2 816         | Coulé |
| 8 décembre 1940 | SS Ashcrest      | Grande-Bretagne | 5 652         | Coulé |
| 21 juillet 1941 | Submarine M-94   | USSR            | 206           | Coulé |

### Sources
- (en) Cet article est partiellement ou en totalité issu de l’article de Wikipédia en anglais intitulé « German submarine U-140 (1940) » (voir la liste des auteurs).